# Марс
Вижте пояснителната страница за други значения на Марс.
Марс е четвъртата планета от Слънчевата система. Тя носи името на римския бог на войната, чийто щит и копие образуват символа на планетата (♂). Заради особения ѝ цвят е наричана още „Червената планета“.
Марс има два естествени спътника: Фобос и Деймос (в превод от гръцки: „страх“ и „ужас“). Те са малки и имат неправилна форма. Вероятно са бивши астероиди, уловени от гравитационното поле на планетата и останали в орбита около нея.
Марс е планета от земен тип с разредена атмосфера. Повърхността му напомня едновременно за ударните кратери на Луната и за вулканите, пустините, долините и полярните шапки на Земята. На Марс се намира най-високият планински връх в Слънчевата система – Олимп. Периодът на завъртане и смяната на годишните времена на Марс много наподобяват земните.
След първото прелитане край планетата, направено от „Маринър 4“ през 1965 г., възниква предположението, че на повърхността на Марс има вода, а през септември 2015 НАСА обявява, че разполага с доказателства за това. От всички планети от земен тип Марс е най-вероятното място, където може да се открие вода или дори живот.
Около планетата обикалят три космически апарата: „Марс Одисей“, „Марс експрес“ и „Марс риконисънс орбитър“. Това е повече от всяка друга планета в Слънчевата система с изключение на Земята. Повърхността на планетата приютява два марсохода от програмата „Марс експлорейшън ровър“ – „Спирит“ и „Опъртюнити“, както и по-новия апарат „Кюриосити“. Данните, събрани от тези и предишни апарати, говорят, че планетата някога е била покрита с вода. Наблюденията показват, че повърхността е прорязана от малки потоци, подобни на гейзери. Наблюдения, направени с апарата на НАСА „Марс глобъл сървейър“, дават доказателства, че южната полярна шапка намалява.

## Физически характеристики
Диаметърът на Марс е почти двойно по-малък от земния. Планетата е по-малко плътна от Земята, притежава едва 15% от нейния обем и само около 11% от нейната маса. Повърхността на Марс е почти толкова голяма, колкото общата площ на земните континенти, а масата му е 10 пъти по-малка от земната. Марс е по-голям и по-масивен от Меркурий, обаче Меркурий е по-плътен. В резултат на това двете планети имат почти еднакво гравитационно привличане на повърхността си – разликата е по-малко от 1% в полза на Марс.
Червеникаво-кафявият цвят на планетата се дължи на наличието на дижелезен триоксид, по-познат като хематит или ръжда. Той може да изглежда с карамелен или с друг подобен цвят: златист, оранжев, светлокафяв, зеленикав – в зависимост от състава на минералите по повърхността на планетата.
Денонощието на Марс е с продължителност 24 часа, 39 минути и 35,244 секунди, което съвсем малко се различава от земното денонощие.

### Атмосфера
Атмосферата на Марс е изключително рядка: повърхностното ѝ налягане е едва 750 Pa (0,75%, тоест 133 пъти по-малко от атмосферното налягане на Земята, измерено на морското равнище). Марсианската атмосфера се състои от 95% въглероден диоксид, 3% азот, 1,6% аргон и следи от кислород и вода. През 2003 г. по време на наблюдения от Земята е открит и метан. Откритието е потвърдено през март 2004 г. от апарата „Марс Експрес“.
Метанът е неустойчив газ. Разгражда се под действието на слънчевото лъчение и някои химически вещества. Поради това наличието му сочи, че съществува или в недалечното минало е имало механизъм за неговото отделяне, вероятно намиращ се на повърхността на планетата. Смята се, че газът е с вулканичен произход или е попаднал на повърхността вследствие сблъсъци с комети. Учените не изключват възможността той да е продукт на жизнената дейност на метаногенни организми, но за това няма достатъчно доказателства. Метанът е разпределен неравномерно в атмосферата под формата на облаци, което показва, че бива сравнително бързо разграждан и отделян. Планират се допълнителни изследвания с цел доказване произхода на метана чрез „съпътстващи газове“: етан – в случай на биологични дейности; или серен диоксид – ако произходът е вулканичен.
За атмосферата на Марс е характерна циркулация на водните пари от единия полюс до другия в зависимост от сезоните на планетата. Тя поражда типично земни атмосферни явления като скреж и переста облачност (вижте тук за снимки на скреж, направени от марсохода „Опъртюнити“ през 2004 г.)

### Геология
Наблюдения на магнитното поле на Марс, извършени от апарата Марс глобъл сървейър, сочат, че част от кората на планетата е магнетизирана на ивици с променлива полярност, широки около 150 km и дълги около 1000 km, по начин, подобен на земните океански дъна. Според теория, публикувана през 1999 г., тези ивици показват наличието на активна геология в миналото на Марс. Ако тя е правилна, това би направило възможно съществуването на атмосфера от земен тип чрез осъществяване на въглеродния кръговрат и би потвърдило наличието на силно магнитно поле, защитаващо атмосферата от космическите и слънчевите лъчения. Дебелината на кората на Марс е около 50 km, а на места достига до 125 km. За сравнение дебелината на кората на Земята е 40 km.
Сред най-интересните находки на марсохода Опъртюнити са хематитите на повърхността на планетата: сферични тела с размери от няколко милиметра, намиращи се в областта Меридианната равнина. За тях се счита, че са се формирали на дъното на древните океани преди милиарди години. Открити са и минерали, съдържащи съединения на сяра, желязо и бром. Все по-широко прието в научните среди е схващането, че в миналото в областта Меридианната равнина е имало вода, която се е просмуквала в повърхностните слоеве на кората. Следователно на Марс е имало благоприятни условия поне за известно време за появата и развитието на живот. Марсоходът Спирит от друга страна също открива наличие на минерали, чието формиране може да се обясни само с наличието на течна вода.
През 1996 г. група изследователи на метеорита ALH84001, за който се счита, че произхожда от повърхността на Марс, изнесоха доклад, в който се описват структури, приличащи на микровкаменелости, образувани вследствие на жизнена дейност. Оценките на доклада обаче са противоречиви – сред научните среди липсва съгласие относно интерпретацията на резултатите.

### Топография
Топографиите на Северното и на Южното полукълбо на Марс се различават значително. В Северното полукълбо преобладават равнини, оформени под въздействието на потоци от лава, а в Южното – високи плата, покрити с астероидни кратери. Гледани от Земята, северните равнини на планетата са покрити с марсиански прах и изглеждат бледи. За разлика от тях червените планини и плата на юг са наситени с железен оксид, придаващ характерния им цвят. В миналото за тях се е смятало, че са континенти и са им дадени подходящи за целта имена, като Арабия Тера („Арабска Земя“) и Амазонис Планиция („Амазонска равнина“). За тъмните райони от повърхността като Маре Еритреум, Маре Сиренум и Ауроре Синус се е смятало, че са морета. Най-тъмната част от повърхността на планетата, гледана от Земята, е Сиртис Майор.
Полярните шапки на Марс съдържат замръзнала вода и въглероден диоксид. Диоксидът е под формата на сух лед и се топи през марсианското лято, разкривайки повърхността на планетата. Замръзва отново през марсианската зима. На Марс е разположен най-високият вулкан в Слънчевата система – щитовидният Олимп, висок 27 km. Вулканът е неактивен, намира се в обширната равнина Тарсис, която съдържа няколко други вулкана (виж списък на вулкани на Марс). На Марс се намира и най-големият каньон в Слънчевата система – Валес Маринерис („Долината на Маринър“). Той е дълъг около 4000 km и дълбок 7 km. Повърхността на планетата е осеяна с множество метеоритни кратери, най-големият от които е Хелас Планиция с покривка от светлочервен пясък (виж списък на кратери на Марс).
Работната група по планетарна номенклатура към Международния астрономически съюз определя именуването на обектите по повърхността на Марс.
Тъй като Марс няма морета и океани, дефиниращи морското равнище, както на Земята, за височина 0 m се приема равнището, отговарящо на налягане от 610,5 Pa (6,105 mbar) (0,6% от налягането на земното морско равнище) при температура от 273,16 K (температура на тройната точка на водата). За нулев меридиан на Марс е избран меридианът, преминаващ през малкия кратер Аири-0, намиращ се в Меридианния залив.

### Канали
В миналото, поради убедеността си, че на Марс има живот, някои астрономи създават карти на повърхността му, на които отбелязват множество „канали“ – линейни структури, за които се е смятало, че са плод на марсианска цивилизация. За картографирането на каналите допринася американският астроном Пърсивал Лоуел, който също предполага, че промяната в облика на дадени части от повърхността на планетата е следствие от наличието на растения – източник на вдъхновение за поколения писатели фантасти. За линейните структури е установено, че са плод на въображението на наблюдателите, или в най-добрия случай – пресъхнали корита на древни марсиански реки. Променящите се цветове на повърхността са следствие на бушуващи обширни пясъчни бури.

## Спътниците на Марс
Марс има два естествени спътника – Фобос и Деймос, чиито орбити са много близко до планетата, затова се смята, че са прихванати астероиди. И двата спътника се въртят синхронно с планетата вследствие на нейните приливни сили. Тъй като Фобос извършва едно пълно завъртане около Марс по-бързо от собственото въртене на планетата (намира се на под-стационарна орбита), приливните сили на Марс водят до бавно намаляване на орбиталния радиус на спътника. След около 50 милиона години Фобос ще премине границата на Рош и ще бъде разрушен от гравитацията на Марс. Деймос от друга страна се намира на над-стационарна орбита и под въздействието на приливните сили на планетата бавно се отдалечава.
Спътниците са открити през август 1877 г. от Асаф Хол и носят имената на героите от древногръцката митология Фобос и Деймос, синове на бога на войната Арес. Арес е бил наричан Марс от римляните.
Двата спътника на Марс са с малки размери и светимост. Виждат се само с по-мощни телескопи. Въпреки това е странно, че са споменавани преди откритието на Хол. Може би съвпадение, но е факт, че 270 години преди откриването на телескопите великият Йохан Кеплер изказал предположението, че Марс би могъл да има два спътника. Също така удивително е, че 150 години преди откриването им известният писател Джонатан Суифт е посочил достатъчно точно разстоянията на двата спътника до планетата им в своя фантастичен роман, излязъл през 1727 г.
Те не са много големи и по тази причина на Марс не могат да се наблюдават пълни слънчеви затъмнения.
| Име    | Диаметър (km)           | Маса (kg) | Среден орбитален радиус (km) | Орбитален период |
| ------ | ----------------------- | --------- | ---------------------------- | ---------------- |
| Фобос  | 22,2 (27 × 21,6 × 18,8) | 1,08×1016 | 9378                         | 7,66 часа        |
| Деймос | 12,6 (10 × 12 × 16)     | 2×1015    | 23 400                       | 30,35 часа       |

Гледан от Марс, Фобос има ъглов диаметър приблизително равен на 12', Деймос – 2' а Слънцето – 21'.
|  |  |  |

## Изследване
Марс е изследван от автоматични апарати, между които орбитални модули, спускателни модули и марсоходи, изпратени от космическите програми на СССР, САЩ, Европа и Япония с цел изучаване повърхността, климата и географията на планетата.
Приблизително ⅔ от всички мисии обаче завършват с повреда, преди да приключат (а някои дори преди да започнат) планираните задачи. За някои от мисиите са известни точните технически проблеми, довели до неизправностите, но за останалата част те остават загадка. В научно-техническите среди шеговито се говори за Бермудски триъгълник, намиращ се между орбитите на Земята и Марс.

### Предишни мисии
Първата успешна мисия до Марс е тази на Маринър 4, изстрелян през 1964 г. На 14 ноември 1971 г. Маринър 9 става първата космическа сонда, която успешно навлиза в орбита около друга планета, когато влиза в орбита на Марс. Първите обекти, успешно приземили се на повърхността на планетата, са съветските сонди Марс 2 и Марс 3 от програма Марс. Изстреляни са през 1971 г., като връзката с двата апарата се губи секунди след приземяването на Марс. През 1975 г. НАСА изстрелва две сонди по програма Викинг. Програмата включва два летателни апарата и две спускаеми сонди, които се приземяват на планетата през 1976 г. Сондите правят първите цветни снимки на Марс и картографират повърхността на планетата толкова добре, че тези снимки се използват и сега.
Съветските сонди Фобос 1 и 2 са изстреляни през 1988 г., за да изучават Марс и неговите естествени спътници. Фобос 1 изгубва връзка със Земята още по пътя към червената планета, а Фобос 2 успешно фотографира Марс и Фобос, но се поврежда малко преди да изпрати двата спускаеми апарата към повърхността на Фобос.
След провала на Марс Обзървър през 1992 г., НАСА изпраща Марс глобъл сървейър, който влиза в орбита около Марс през 1997 г. Мисията му е пълен успех, като мисията по картографирането на планетата е завършена през 2001 г. Сондата предоставя снимки от повърхността на планетата, показващи наличието на пресъхнали речни корита, които сочат наличието в миналото на водни източници близко до повърхността. Контактът с апарата е загубен през 2006 г. по време на третата му удължителна мисия, като до този момент сондата е функционирала 10 години. Друг апарат на НАСА – Марс Патфайндър, носи на борда си марсоход, който успешно се приземява в „Долината на Марс“ през лятото на 1997 г. и успява да изпрати множество снимки на планетата.
Космическият апарат Финикс се спуска на северния полярен регион на Марс на 25 май 2008 г. Роботизираната му ръка копае в марсианската почва и потвърждава наличието на вода на 20 юни същата година. Мисията приключва на 10 ноември 2008 г. след загуба на връзка с апарата.

### Сегашни мисии
През 2001 г. НАСА успешно изстрелва Марс Одисей, който все още е в орбита към началото на 2008 г. Спектрометърът за гама-лъчи е засякъл значителни количества от водород и на реголит. Водородът се съдържа основно в ледовете по повърхността на планетата.
През 2003 г. ЕКА изстрелва Марс експрес, състоящ се от орбитален (Марс експрес орбитър) и спускаем модул (Бийгъл 2). Орбиталният модул потвърждава наличието на запаси от замръзнала вода на южния полюс на планетата. Контактът със спускаемия модул е загубен малко преди кацането му на повърхността през декември 2003 г. Счита се, че той се е разбил поради техническа неизправност. В началото на 2004 г. работещият по мисията екип съобщава, че в атмосферата на Марс е открит метан, а ЕКА оповестява, че е открила полярно сияние на Марс през юни 2006 г.
През 2003 г. НАСА изстрелва марсоходите близнаци Спирит („Дух“), носещ означението MER-A и Опъртюнити (Възможност), носещ означението MER-B по програмата Марс експлорейшън ровър. Двата марсохода достигат успешно до повърхността на планетата през януари 2004 г. и към март 2005 г. запазват почти пълната си функционалност, надхвърлили многократно очакванията на НАСА за надеждност от порядъка на 3 месеца. Двата марсохода откриват ценни доказателства за наличието на вода на повърхността на Марс в миналото.
На 10 март 2006 г. апаратът Марс Риконъсънс Орбитър (МРО) на НАСА влиза в орбита на Марс, за да проведе двегодишно научно наблюдение. Орбиталният апарат картографира марсиански терени, за да търси подходящи места за бъдещо кацане на сонди на повърхността. Според научния екип, МРО е заснел за първи път активни лавини по повърхността на червената планета.
През февруари 2009 г. космическият кораб Дон прелита покрай Марс, за да използва гравитацията му и да се отправи към астероидите 4 Веста и 1 Церера, за да ги изследва.
Космическият апарат на НАСА Марс Сайънс Лаборътори, включващ марсохода Кюриосити, е изстрелян на 26 ноември 2011 г. и достига планетата на 6 август 2012 г. Кюриосити е по-голям и по-съвършен от предшестващите го марсоходи. Той има възможността да се придвижва със скорост 90 m/h.
На 20 юли 2020 г. Обединените арабски емирства изстрелват от японския космически център Танигашима автоматична междупланетна станция Ал Амал („Надежда“) по програмата Emirates Mars Mission. На 9 февруари 2021 г. ОАЕ става първата арабска страна и петата страна в света, достигнала Марс, както и втората страна, успешно навлязла в орбита около Марс от първи опит.

### Бъдещи мисии
Руско-китайската сонда Фобос-грунт беше насрочена за октомври 2009 г., но след забавяне се очаква да бъде изстреляна през 2011 г. Мисията планира да се вземе материал от марсианския спътник Фобос. През 2018 г. ЕКА планира да изстреля първия си марсоход ЕкзоМарс, който ще може да сондира 2 m надълбоко в почвата и да изследва за органични молекули.
Руско-финландската мисия МетНет, планира да бъдат изстреляни десетки малки сонди до Марс, които да изградят широко разпространена наблюдателна мрежа, за да се изследва структурата на атмосферата и метеорологичните особености на Марс. Пробна мисия за изпращане на 1 – 2 сонди е насрочена за 2009 или 2011 г. Възможно е МетНет да бъде изстрелян с Фобос-грунт или сондите да бъдат изстреляни отделно на интервали до 2019 г.
Пилотирани полети до Марс са планирани от САЩ като дългосрочна цел на „Вижданията за космическото изследване“ през 2004 г. според президента Джордж Буш. НАСА и Локхийд Мартин разработват космически кораб Орион, с който се планира да бъдат изстреляни пилотирани мисии до Луната някъде към 2020 г. Те ще бъдат като отправна точка за следващи мисии до Марс.
Европейската космическа агенция се надява да прати хора на червената планета до 2030, най-късно 2035 г. Това ще бъде предшествано от пращането на големи сонди, като ЕкзоМарс през 2013 г.
На 28 септември 2007 г. директорът на НАСА Майкъл Грифин заявява, че смятат да пратят човек на Марс до 2037 г.: „през 2057 ще празнуваме 20 години от изпращането на човек на Марс.“

## Допълнителна информация
Земята се доближава до Марс на разстояние от 80 милиона километра всеки 26 месеца. За земния наблюдател планетата изглежда от жълта до червена в зависимост от орбиталното си положение и сезони. Яркостта на планетата варира значително в зависимост от разстоянието ѝ до Земята. При близък подход със Земята детайли от повърхността ѝ могат да се наблюдават добре с телескоп. Особено видими дори при малки увеличения са полярните шапки.

### Сближаване през 2003
На 27 август 2003 г. 9:51:13 по Гринуич разстоянието от Марс до Земята е най-малкото от 60 000 години насам: 55 758 006 km поради факта, че планетата се намира на един ден разстояние от постигане на астрономическа опозиция и на три дни от перихелий. За 2287 г. се очаква още по-близък подход. Тези максимални сближавания на Марс и Земята са незначително по-големи от сближаванията с период от 284 г., за последното от които на 22 август 1924 г. разстоянието е 0,37284 АЕ, сравнено с 0,37271 АЕ на 27 август 2003 г. и очаквани 0,37278 АЕ на 24 август 2208 г.
Пасаж на Земята, гледана от Марс, ще се наблюдава на 10 ноември 2084 г. На този ден Слънцето, Земята и Марс ще лежат на една права (виж също: пасаж на Меркурий, гледан от Марс, и пасаж на Венера, гледана от Марс). Ъгловият диаметър на Деймос, гледан от повърхността на Марс, е достатъчно малък, за да се наричат неговите закривания на Слънцето пасажи, а не затъмнения, както тези на Фобос.

### 2007 – 2008
Ретроградното движение започва на 16 ноември 2007 г. и продължава до 31 януари 2008, като планетата се движи обратно в небето от съзвездието Близнаци към Телец.

### Марсиански метеорити
За няколко метеорита, открити на земната повърхност, е известно, че произхождат от Марс. На два от тях са открити признаци на бактериална дейност в далечното минало. На 6 август 1996 г. изданието Солър Систем Рисърч в броя си от март 2004 г. оповестява, че Кайдунския метеорит, намерен в Йемен, вероятно произхожда от Фобос.
На 14 април 2004 г. НАСА обявява, че скалата, наречена „Баунс“, има същото химично съдържание. Намерена е в Антарктика през 1979 г. Възможно е скалата да произхожда от същия кратер, който е изхвърлил и австралийския метеорит.

## Живот на Марс
Съществуват доказателства, че в миналото Марс е бил значително по-подходящ за развитието на живот, отколкото в наши дни. Но отговор на въпроса дали Марс е бил обитаван от организми и дали е обитаван сега, все още няма. Спускаемите модули Викинг провеждат изследвания с цел откриването на биологични процеси, но резултатите не са категорични. За метана в атмосферата на планетата също се счита, че по-вероятно е в резултат на небиологични процеси.

### Вода на Марс
Дълго време учените изследват въпроса дали на Марс има вода. Според много учени този въпрос е основен за формирането на живот. Постепенно редица мисии на НАСА доказват, че на Марс преди около 3 – 3,5 милиарда години е имало вода Например на база данните от Марс Риконъсънс Орбитър през 2007 г. изследователите са успели да очертаят повече от 6500 километра речни хребети, на пресъхнали реки. Тези данни в голяма степен са потвърдени и от марсохода Кюриосити. През 2014 година той се натъква на следи от отдавна пресъхнало езеро. Нещо повече – чрез своите уреди Кюриосити успява да извлече вода от образци Съотношението между деутерий и водорода в нея е пет пъти по-високо отколкото в земните океани.  Също така на 31.01.2022 г- китайската космическа сонда "Тянвън-1"  разкрива, че на полюсите на Марс има ледени "шапки" -  замръзнал въглероден диоксид с дебелина поне метър
Важен пробив е направен през 2024 г., когато са засечени трептения под повърхността на Марс. Според учени от НАСА те показват наличие на вода (и то в течна форма) дълбоко под повърхността – на 10 – 20 км под нея Сондата "Insight" е направила откритието още през 2018 година, но то е потвърдено от НАСА едва през 2024, след обстоен анализ. Според учените в кората на планетата има „мехури“ с течна вода. Заключенията са публикувани в американското научно списания Proceedings of the National Academy of Sciences. Тези открития внасят съвсем нова светлина по въпроса възможен ли е живот на Марс. Те ще спомогнат и да бъдат изследвани по-детайлно хидросферата и атмосферата на Марс.  

## Марс и древните цивилизации
В Древен Египет планетата е наричана „Червеният Хор“ заради наситения си цвят. Поради ретроградното въртене на планетата спрямо Земята (Земята се върти по-бързо около Слънцето, отколкото Марс), древните египтяни са казвали, че тя „пътува в обратна посока“. В допълнение, името на град Кайро произлиза от „Ел-Кахира“, значещо „планетата Марс“ на арабски.
В китайската и японската култури планетата Марс е символизирана от знаците 火星 (в превод „Огнената звезда“) като част от петте елемента, традиционно използвани от източните култури за класификация на предметите.
Символът му произлиза от астрологическия символ на Марс. Представлява окръжност, от която излиза стрела. Това е стилизирано изобразяване на щита и копието на римския бог на войната Марс. Този символ се използва и в биологията за обозначаване на мъжкия пол, както и в алхимията като знак на желязото, за което се смятало, че изобилства на Марс, поради червения цвят на планетата, който действително е резултат от наличието на железен оксид.

## Марс в киното и фантастиката
Поради близостта на планетата със Земята, сходната продължителност на деня и наклона на оста, както и многобройните наблюдения на „канали“ и други структури на повърхността, тя е едно от най-често споменаваните места в научнофантастичните творби.
Във „Война на световете“ на Хърбърт Уелс марсианците имат пипала и глави като на сепии. Произвеждат „червени водорасли“, които се смятат за причината за червения цвят на Марс. Последвалата радиоверсия на книгата на 30 октомври 1938 г. е представена като реална ситуация и много слушатели, които не чули началото на радиопредаването, си помислили, че това е истина. Това довело до масова психоза, траяла няколко часа.
В трилогията за Марс („Червеният Марс“, „Зеленият Марс“, „Синият Марс“) на Ким Стенли Робинсън се описва човешкото колонизиране на Марс, основано на съвременните научни данни за Червената планета.
В научнофантастичния филм от 2000 г. „Червената планета“ се разказва за група космонавти, които се опитват да направят Марс подходящ за живеене на хора поради пренаселеността на Земята.
„Мисия до Марс“ (2000 г.) е научнофантастичен филм, в който първата човешка експедиция към Марс се сблъсква с мистериозно катастрофално събитие и е изпратена спасителна група, която да разследва трагедията и да върне оцелелите.
В научнофантастичния сериал „Вавилон 5“ на Марс съществува голяма човешка колония, която се бори за независимостта си от Земния съюз. Колонията има добре изградена инфраструктура, но често страда от недостиг на хранителни запаси и други важни суровини, от които зависи нейното съществуване.
През 2015 г. излезе нашумелият филм „Марсианецът“ с Мат Деймън в главната роля, който играе ролята на астронавт, по погрешка сметнат за мъртъв и изоставен на планетата.

### Наличие на вода на Марс
- ((en)) Страницата на др. Тони Филипс: „Приводняване на Марс“Архив на оригинала от 2010-03-26 в Wayback Machine., статия от 29 юни 2000 г. в журнала Science@NASA
- ((en)) Репортаж на BBC за леда на повърхността на Марс
- ((en)) Репортаж на BBC за изследванията полярните шапки и свидетелства за водна ерозия на Mars Express
- ((en)) Микроскопични скални форми сочещи наличието на вода Архив на оригинала от 2004-10-31 в Wayback Machine.
- ((en)) Снимки на замръзнало море на Марс

### Изследвания на Марс
- ((en)) Политическата икономика на мащабните космически предприятия Архив на оригинала от 2004-06-06 в Wayback Machine.
- ((en)) Интерактивна симулация на марсианска база, носите на наградата Webby в областта на науката за 2003 г.
- ((en)) Страница на НАСА за марсоходите Спирит и Опъртюнити
- ((en)) Триизмерни снимки от повърхността на МарсАрхив на оригинала от 2022-11-02 в Wayback Machine.

|  | Тази статия е включена в списъка на избраните на 4 май 2005. Тя е оценена от участниците в проекта като една от най-добрите статии на български език в Уикипедия. |